# UEFA Europa League
| Saison  | UEFA-Cup-Sieger              |
| ------- | ---------------------------- |
| 1971/72 | Tottenham Hotspur            |
| 1972/73 | FC Liverpool                 |
| 1973/74 | Feyenoord Rotterdam          |
| 1974/75 | Borussia Mönchengladbach     |
| 1975/76 | FC Liverpool (2)             |
| 1976/77 | Juventus Turin               |
| 1977/78 | PSV Eindhoven                |
| 1978/79 | Borussia Mönchengladbach (2) |
| 1979/80 | Eintracht Frankfurt          |
| 1980/81 | Ipswich Town                 |
| 1981/82 | IFK Göteborg                 |
| 1982/83 | RSC Anderlecht               |
| 1983/84 | Tottenham Hotspur (2)        |
| 1984/85 | Real Madrid                  |
| 1985/86 | Real Madrid (2)              |
| 1986/87 | IFK Göteborg (2)             |
| 1987/88 | Bayer 04 Leverkusen          |
| 1988/89 | SSC Neapel                   |
| 1989/90 | Juventus Turin (2)           |
| 1990/91 | Inter Mailand                |
| 1991/92 | Ajax Amsterdam               |
| 1992/93 | Juventus Turin (3)           |
| 1993/94 | Inter Mailand (2)            |
| 1994/95 | AC Parma                     |
| 1995/96 | FC Bayern München            |
| 1996/97 | FC Schalke 04                |
| 1997/98 | Inter Mailand (3)            |
| 1998/99 | AC Parma (2)                 |
| 1999/00 | Galatasaray Istanbul         |
| 2000/01 | FC Liverpool (3)             |
| 2001/02 | Feyenoord Rotterdam (2)      |
| 2002/03 | FC Porto                     |
| 2003/04 | FC Valencia                  |
| 2004/05 | ZSKA Moskau                  |
| 2005/06 | FC Sevilla                   |
| 2006/07 | FC Sevilla (2)               |
| 2007/08 | Zenit St. Petersburg         |
| 2008/09 | Schachtar Donezk             |
| Saison  | Europa-League-Sieger         |
| 2009/10 | Atlético Madrid              |
| 2010/11 | FC Porto (2)                 |
| 2011/12 | Atlético Madrid (2)          |
| 2012/13 | FC Chelsea                   |
| 2013/14 | FC Sevilla (3)               |
| 2014/15 | FC Sevilla (4)               |
| 2015/16 | FC Sevilla (5)               |
| 2016/17 | Manchester United            |
| 2017/18 | Atlético Madrid (3)          |
| 2018/19 | FC Chelsea (2)               |
| 2019/20 | FC Sevilla (6)               |
| 2020/21 | FC Villarreal                |
| 2021/22 | Eintracht Frankfurt (2)      |
| 2022/23 | FC Sevilla (7)               |
| 2023/24 | Atalanta Bergamo             |
| 2024/25 | Tottenham Hotspur (3)        |
| 2025/26 |                              |

Die UEFA Europa League ist nach der UEFA Champions League der zweithöchste von der UEFA (Union Europäischer Fußballverbände) organisierte Fußball-Europapokalwettbewerb für Vereinsmannschaften. Sie wurde 1971 unter dem Namen UEFA Cup (deutsch UEFA-Cup, in Deutschland auch UEFA-Pokal) als dritter Europapokalwettbewerb (EC3) gegründet und 1999/2000 mit dem aufgegebenen Europapokal der Pokalsieger zusammengelegt. Ihren heutigen Namen erhielt sie zur Saison 2009/10. Rekordsieger ist mit sieben Titeln der FC Sevilla. Deutsche Titelgewinner sind bisher Borussia Mönchengladbach (2×), Eintracht Frankfurt (2×), Bayer 04 Leverkusen, FC Bayern München und der FC Schalke 04. Der Wettbewerb umfasst derzeit eine aus drei Runden bestehende Qualifikationsphase, eine Play-off-Runde und den Hauptwettbewerb, der aus der Ligaphase und fünf daran anschließenden K.-o.-Runden besteht. Der Gewinner des Wettbewerbs spielt seit 2000 gegen den Sieger der Champions League um den UEFA Super Cup und erhält seit der Saison 2014/15 einen Startplatz in der Champions League der Folgesaison.

## Geschichte
Als inoffizieller Vorgänger des UEFA-Cups gilt neben anderen Vorläufern wie dem International Football Cup (IFC) der zeitgleich zum Europapokal der Landesmeister seit 1955 durchgeführte Messestädte-Pokal, der, initiiert von hochrangigen Fußballfunktionären, zunächst nicht von der UEFA, sondern privat organisiert und im Gegensatz zu etwa dem IFC nur Klubs aus Handelsmessestädten, größtenteils unabhängig von deren Platzierung in der nationalen Liga, vorbehalten war. 1971 übernahm die UEFA gemäß einer Vereinbarung des Jahres 1970 den Messepokal und gestaltete ihn in der darauffolgenden Spielzeit zum UEFA-Cup um. Im Unterschied zum Messestädte-Pokal konnten hier Klubs aus allen Mitgliedsländern, die nicht bereits für den Landesmeisterwettbewerb oder den der Pokalsieger qualifiziert waren, teilnehmen. Zudem wurde die Teilnahme von der Ligaposition abhängig gemacht. Für viele Klubs, die nicht genügend Spielstärke besaßen, um Meister oder Pokalsieger ihres Landes zu werden und sich somit für den Europapokal der Landesmeister bzw. den Europapokal der Pokalsieger zu qualifizieren, bot sich von nun an mit bis zu vier Startplätzen pro Landesverband eine gute Möglichkeit, dennoch am Europapokal teilzunehmen und sich im internationalen Vergleich zu messen.
Erster UEFA-Cup-Gewinner wurde 1972 Tottenham Hotspur. In den 1970er-Jahren duellierten sich deutsche, niederländische und belgische Klubs mit den englischen um den Titelgewinn. Zwischen 1968 und 1984 durchbrach mit Juventus Turin 1977 nur einmal ein südeuropäischer Klub die Dominanz der Mannschaften aus dem Norden. Dies änderte sich ab Mitte der 1980er-Jahre. Nach den beiden aufeinanderfolgenden Siegen von Real Madrid begann 1989 mit dem Triumph der SSC Neapel die Siegesserie der Italiener. In elf Jahren waren italienische Klubs achtmal erfolgreich. Allein Inter Mailand holte sich in dieser Zeit drei Mal den Pokal.
1995 führte die UEFA die Fair-Play-Wertung ein. Bis zur Saison 2015/16 stand den drei fairsten Verbänden der Vorsaison jeweils ein zusätzlicher Startplatz in der ersten Qualifikationsrunde des Wettbewerbs zu. Jeder Nationalverband hatte die Aufgabe, eine nationale Fairplay-Rangliste zu führen, aus welcher der jeweilige Fairplay-Teilnehmer ermittelt wurde.
Seit der Entscheidung, den höherrangigen Europapokal der Pokalsieger (EC2) abzuschaffen, qualifizierten sich von der Saison 1999/2000 an die jeweiligen europäischen Pokalsieger ebenfalls für den UEFA-Cup. Bisher konnten nur der FC Porto in der Saison 2010/11 und Manchester United in der Saison 2016/17 als Pokalsieger gewinnen.
Im Jahr 2000 sicherte sich mit Galatasaray Istanbul erstmals ein türkischer Klub einen Europapokaltitel. Seit 2005 haben drei Mannschaften aus der ehemaligen Sowjetunion den UEFA-Cup gewonnen: ZSKA Moskau, Zenit St. Petersburg und Schachtar Donezk. Der FC Sevilla konnte in den Jahren 2006 und 2007 den UEFA-Cup gewinnen und den Titel damit verteidigen – dies war zuvor nur Real Madrid in den Jahren 1985 und 1986 gelungen.
Nach der Spielzeit 2004/05 erfolgte die zweite große Veränderung des Wettbewerbes. Mit dem Ziel, den UEFA-Cup aufzuwerten und vor allem in Bezug auf Werbe- und Sponsoreneinnahmen der Champions League anzunähern wurde der Wettbewerb grundlegend verändert und eine Gruppenphase eingeführt. Näheres dazu siehe Abschnitt Spielmodus. In der Spielzeit 2008/09 wurde der UEFA-Cup in UEFA Europa League umbenannt.
2015 gelang wieder dem FC Sevilla eine Titelverteidigung, wodurch der Verein zum Rekordsieger des Wettbewerbs wurde und die Dominanz spanischer Mannschaften seit dem FC Valencia 2004 fortsetzte. Dabei hatte die Mannschaft im Vorjahr als erste überhaupt, die sportlich gar nicht qualifiziert gewesen und nur durch finanzielle Ausschlüsse anderer Vereine als Tabellenneunter nachgerückt war, die Europa League gewonnen. Obwohl der Titelgewinn von 2015 erstmals mit der Qualifikation zur UEFA Champions League verbunden war, konnte der FC Sevilla nach dem frühzeitigen Ausscheiden aus der Champions League auch 2016 den Titel verteidigen. Der Mannschaft gelang als erster überhaupt der Titel-Hattrick; auf alle europäischen Wettbewerbe bezogen war es der erste Dreifachtriumph eines Vereins seit 1976.
Zu der Saison 2024/25 wurde die nächste Reform des Wettbewerbs durchgeführt. Parallel zur Champions League wurde die Gruppenphase abgeschafft und durch eine Ligaphase ersetzt.

## Teilnehmende Mannschaften

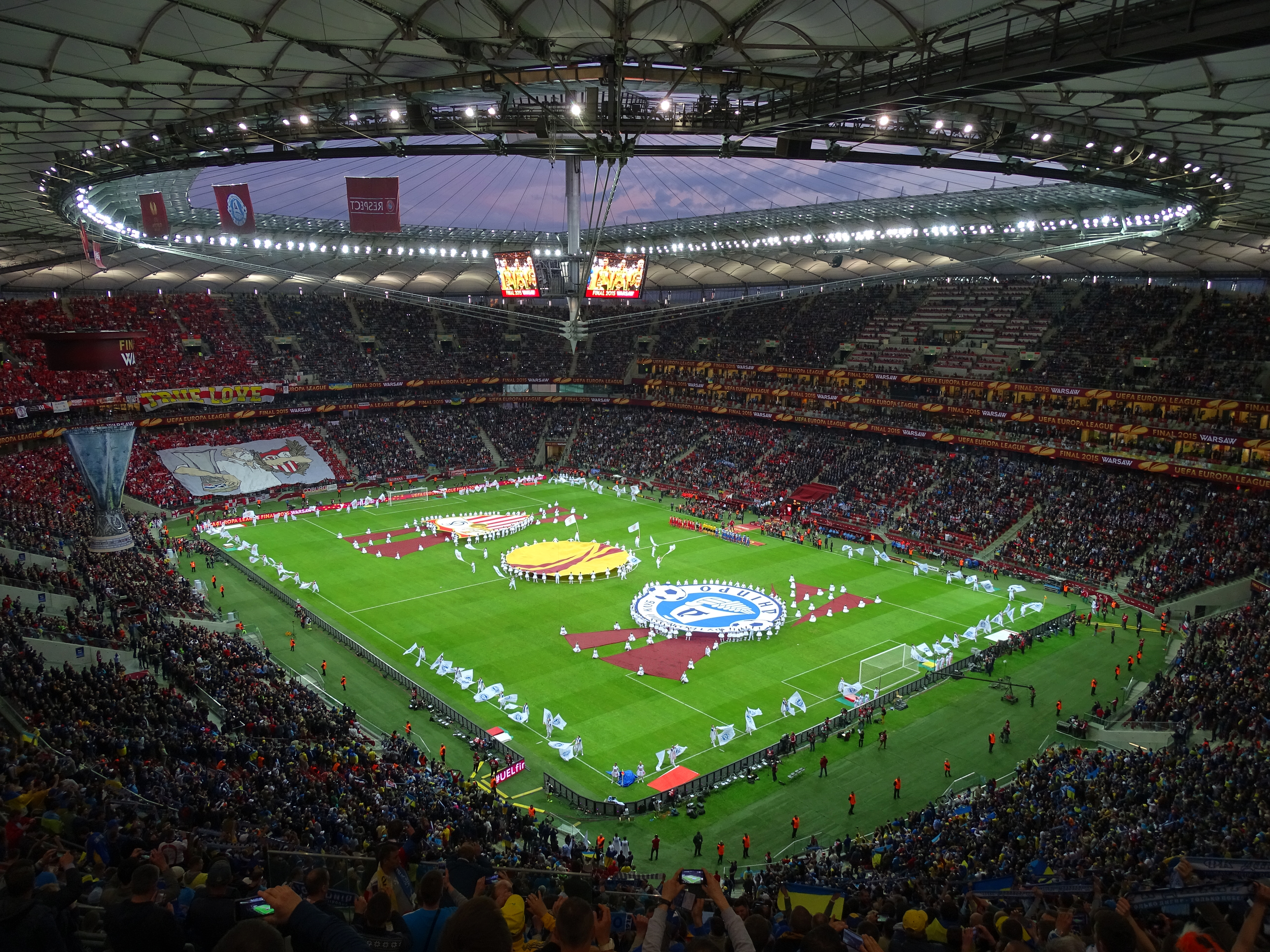
Eröffnungszeremonie des Endspiels 2015 im Warschauer Nationalstadion

Teilnahmeberechtigt sind sämtliche Pokalsieger aller 55 Mitgliedsverbände der UEFA. Zusätzlich dürfen bis zu drei Mannschaften pro Verband teilnehmen, welche in der Abschlusstabelle ihrer Liga die Plätze hinter denen belegen, die zur Teilnahme an der UEFA Champions League berechtigen. Darüber hinaus erhielt bis zur Saison 2015/16 jeweils ein Verein der drei besten Verbände in der Fair-Play-Wertung einen zusätzlichen Startplatz in der ersten Qualifikationsrunde. Erstmals zur Saison 2015/16 erhielt der Europa-League-Sieger in der Folgesaison einen Startplatz in der Champions League. Ebenfalls seit der Spielzeit 2015/16 bekommt ein unterlegener nationaler Pokalfinalist keinen Startplatz mehr, auch wenn sich der Pokalsieger für die Champions League qualifiziert hat. Stattdessen ist der in der Liga nächstbeste Verein qualifiziert. Erstmals ab der Saison 2022/23 erhält der Sieger der UEFA Europa Conference League zur Folgesaison einen Startplatz in der UEFA Europa League.
Ein Gewinn eines Europapokaltitels bedeutet aber nur dann einen weiteren Teilnehmerplatz, wenn sich der betroffene Verein nicht anderweitig für einen der beiden Wettbewerbe qualifizieren konnte.
Für Liechtenstein gelten besondere Regeln. Da das Fürstentum keinen eigenen Ligabetrieb hat (die Liechtensteiner Vereine treten im Ligenverband der Schweiz an), tritt nur der nationale Cupsieger für das Fürstentum an. Theoretisch wäre es denkbar, dass ein Verein durch ein erfolgreiches Abschneiden in der Schweizer Liga ein weiteres Ticket lösen könnte. Dem entgegen steht zum einen die allgemein zu schwache Spielstärke der Liechtensteiner Clubs, zum anderen eine besondere Vereinbarung mit dem SFV, dass Liechtensteiner Vereine im Falle eines erfolgreichen Abschneidens in der Schweizer Liga auf ihre Teilnahme verzichten. In einem solchen Fall würde ein Schweizer Verein auf den freien Platz rücken.
England und Frankreich entsenden zusätzlich zum nationalen Verbandspokalsieger auch den Gewinner des Ligapokals in den Europapokal. Daher entfällt bei diesen beiden Nationen jeweils ein Platz über die Ligatabelle, sofern sich der Gewinner des Ligapokals nicht bereits für die Champions League oder die Europa League qualifiziert hat.
Wie viele Mannschaften welcher Nationen zugelassen werden, hängt zum einen von der Platzierung in der Fünfjahreswertung ab, zum anderen vom jeweils aktuellen Qualifikationsmodus. Dieser Modus legt zudem fest, in welcher Spielrunde die jeweiligen Teilnehmer in den Wettbewerb einsteigen. Zumindest in Details finden hier jährliche Anpassungen statt.
Für die Gruppenphase sind seit der Saison 2015/16 16 Mannschaften direkt qualifiziert, statt wie seit der Saison 2012/13 sieben (Titelverteidiger und Pokalsieger der sechs besten Verbände). Alle weiteren Teilnehmer starten zunächst in der vierstufigen Qualifikationsphase (drei Qualifikationsrunden + Play-offs), aus der 22 erfolgreiche Mannschaften hervorgehen. Zu diesen 38 Vereinen kommen noch 10 unterlegene Mannschaften aus den Play-offs der Champions League. Außerdem dürfen in der dritten Runde die acht Dritten der Gruppenphase der UEFA Champions League einsteigen. Von diesen gelang es Galatasaray Istanbul (1999/2000), Feyenoord Rotterdam (2001/02), ZSKA Moskau (2004/05), Schachtar Donezk (2008/09), Atlético Madrid (2009/10), FC Chelsea (2012/13) und FC Sevilla (2015/16), den UEFA-Cup bzw. die UEFA Europa League zu gewinnen.

### Nicht zugelassene Mannschaften
Erfüllt ein Klub die sportlichen Voraussetzungen für die Teilnahme an dem Wettbewerb, so behält sich die UEFA vor, eine Lizenzprüfung vorzunehmen und die Mannschaft gegebenenfalls nicht zuzulassen. Seit 2004 kam es aus lizenztechnischen Gründen zu folgenden 75 Ausschlüssen (Stand: Saison 2019/20) vom UEFA-Cup bzw. der UEFA Europa League:
| Saison  | Ausgeschlossene Mannschaften |
| ------- | --- |
| 2004/05 | NK Olimpija Ljubljana, FC Koper, Tobyl Qostanai, Ekibastusez Ekibastus |
| 2005/06 | FK Željezničar Sarajevo, FK Sarajevo, FK Taras, Ertis Pawlodar |
| 2006/07 | PAOK Thessaloniki, FK Astana-1964, FK Voždovac |
| 2007/08 | – |
| 2008/09 | Coleraine FC, FK Zemun |
| 2009/10 | Lokomotive Astana, FC Daugava Daugavpils, FC Ararat Jerewan, Qaisar Qysylorda, FK Sloboda Tuzla, Beitar Jerusalem                                                          |
| 2010/11 | Lokomotive Astana, RCD Mallorca, FC Portsmouth, Vėtra Vilnius, Cork City                                                                                                   |
| 2011/12 | Lokomotive Astana, VMFD Žalgiris Vilnius, Sporting Fingal |
| 2012/13 | Derry City, Beşiktaş Istanbul, Győri ETO FC, AEK Athen, Neath FC |
| 2013/14 | PAS Ioannina, FC Málaga, FK Grbalj Radanovići, FK Budućnost Podgorica, Rayo Vallecano, ZSKA Sofia, FK Borac Banja Luka                                                     |
| 2014/15 | FC Parma, Skonto Riga, Dinamo Bukarest, Sivasspor, Eskişehirspor, Metalurh Donezk                                                                                          |
| 2015/16 | FK Dynamo Moskau, CFC Genua |
| 2016/17 | Galatasaray Istanbul, Panionios Athen, Zirə FK, İnter Baku, ZSKA Sofia, Skonto Riga, Sliema Wanderers, CFR Cluj, Dinamo Bukarest, ASA Târgu Mureș, FK Dnipro, FC Prishtina |
| 2017/18 | FC Birkirkara, ZSKA Sofia, FC Voluntari, CFR Cluj, KF Besa |
| 2018/19 | KF Skënderbeu Korça, FC Schirak Gjumri, Ordabassy Schymkent, FC Dacia Chișinău, FK Grbalj Radanovići, Desportivo Aves, FK Tosno, Bangor City                               |
| 2019/20 | KV Mechelen 1, AC Mailand |

### Qualifikation belgischer Mannschaften
Die Erste Division Belgiens hatte 2020 drei Startplätze in der Europa League: Der Pokalsieger startet in der Gruppenphase der Europa League. Der 3. Platz in der Meisterschaftsrunde der belgischen Liga berechtigt zur Teilnahme an der 3. Qualifikationsrunde. Der dritte belgische Teilnehmer wird über Play-off-Spiele ermittelt und startet in der 2. Qualifikationsrunde.
Seit 2021 startet der Pokalsieger in den Play-offs. Teilnehmen könnte weiterhin der Vizemeister, falls er in der Qualifikation der Champions League ausscheidet.

### Qualifikation deutscher Mannschaften
Der Deutsche Fußball-Bund erhält seit 2021 zwei Startplätze in der Europa League. Der DFB-Pokalsieger und der Bundesligafünfte sind direkt für die Gruppenphase qualifiziert. Sollte der DFB-Pokalsieger gleichzeitig auch über die Bundesligaplatzierung oder für die Champions League qualifiziert sein, rückt der Tabellensechste der Bundesliga nach (bis 2013/14 der unterlegene Pokalfinalist, falls nicht direkt qualifiziert). Bis 2020 war der Tabellensechste (bzw. der Siebte, falls der Sechste in die Gruppenphase nachrückt) für die zweite Qualifikationsrunde qualifiziert. Seit 2021 nimmt dieser an den Play-offs zur Europa Conference League teil.

### Qualifikation liechtensteinischer Mannschaften
In Liechtenstein konnte bis 2020 der Gewinner des Liechtensteiner Cups an der Qualifikation teilnehmen. Er stieg in der 1. Qualifikationsrunde ein. Seit 2021 hat Liechtenstein keinen Startplatz in der Europa League mehr, der Pokalsieger aus Liechtenstein startet jetzt in der UEFA Europa Conference League.

### Qualifikation luxemburgischer Mannschaften
Seit 2021 hat Luxemburg keinen fixen Startplatz in der Europa League. Teilnehmen kann nur der Meister, falls er in der Qualifikation der Champions League ausscheidet.

### Qualifikation österreichischer Mannschaften
Aus Österreich nimmt seit 2021 der ÖFB-Cup-Sieger an den Play-offs teil. Gegebenenfalls steigt noch der Meister in die Gruppenphase bzw. in die Zwischenrunde ein, falls er in den Play-offs der UEFA Champions League unterliegt bzw. Dritter der Gruppenphase wird. Auch ist es möglich, dass der Vizemeister, der derzeit in der 2. Qualifikationsrunde zur Champions League startet, noch an der Europa League teilnimmt, sofern er aus der Champions-League-Qualifikation ausscheidet und entweder durch ein vorheriges Weiterkommen in die 3. Qualifikationsrunde zur Champions League oder durch ein erfolgreiches Bestreiten der 3. Qualifikationsrunde und des Play-offs zur Europa League sich für diese qualifiziert.

### Qualifikation Schweizer Mannschaften
In der Schweiz startete bis 2020 der Tabellenvierte der Super League in der 1. Qualifikationsrunde. Der Tabellendritte startete in der 2. Qualifikationsrunde, der Cupsieger nahm an der 3. Qualifikationsrunde teil. Unterliegt der Vizemeister in der 3. Qualifikationsrunde zur UEFA Champions League, so nimmt er ebenfalls an den Play-offs teil.
Seit 2021 hat die Schweiz keinen fixen Startplatz in der Europa League. Teilnehmen kann nur der Meister, falls er in der Qualifikation der Champions League ausscheidet.

## Spielmodus
Ab Beginn der Saison 2004/05 gab es auch im UEFA-Cup eine Gruppenphase, während in früheren Jahren ausschließlich K.-o.-Runden ausgespielt wurden. Zunächst bestritten nach zwei Qualifikationsrunden 80 Mannschaften in Hin- und Rückspiel die erste Hauptrunde. Anschließend trugen die 40 siegreichen Clubs die Gruppenphase in acht Gruppen zu jeweils fünf Mannschaften aus, wobei immer nur eine Halbserie ausgetragen wurde, in der jede Mannschaft genau ein Spiel gegen jede andere absolvierte und insgesamt zweimal Heimrecht hatte. Die ersten drei Vereine jeder Gruppe kamen zusammen mit den acht Dritten aus der Champions League in die nächste Runde. Das „Sechzehntelfinale“ wurde so ausgelost, dass Gruppensieger auf Drittplatzierte und Gruppenzweite auf die acht Drittplatzierten aus der Champions League trafen. Mannschaften aus dem gleichen Fußballverband durften dabei nicht gegeneinander spielen. Ab dem Achtelfinale gab es bei den Auslosungen keine Beschränkungen mehr.
Zur Saison 2009/10 wurde ein neuer Spielmodus eingeführt. Der in der Vorbereitungszeit zur neuen Saison ausgetragene UEFA Intertoto Cup (kurz UI-Cup) wurde aufgelöst und in die deutlich ausgeweitete Qualifikationsphase zur Europa League integriert. Auch die Qualifikation zur UEFA Champions League wurde verändert, so dass nun mehr Mannschaften als früher vom höherwertigen Wettbewerb in die Europa League „absteigen“ und hier weiter spielen konnten. Die erste Hauptrunde wurde zur Play-off-Runde umbenannt und bildete den Abschluss der Qualifikationsphase. Die Hauptrunde (UEFA-Name: Runde 1) begann nun erst mit der Gruppenphase. Diese enthielt nun 48 Teilnehmer, welche in zwölf Gruppen zu je vier Mannschaften in Hin- und Rückspielen gegeneinander antraten.
Zur Bestimmung der Platzierungen in der Abschlusstabelle waren die erreichten Punkte ausschlaggebend. Danach wurden die folgenden Kriterien in dieser Reihenfolge verglichen: erzielte Punkte im direkten Vergleich, Tordifferenz im direkten Vergleich, erzielte Auswärtstore im direkten Vergleich, Gesamttordifferenz, Anzahl aller auswärts erzielten Tore, Klubwertung der UEFA-Fünfjahreswertung. Die Wertung der Auswärtstore entfiel zur Saison 2021/22.
Die Gruppensieger und -zweiten qualifizierten sich zusammen mit den Drittplatzierten der Champions League für die K.-o.-Runde. Im „Sechzehntelfinale“ (UEFA-Name: Runde 2) bildeten die zwölf Gruppensieger zusammen mit den vier besten CL-Teilnehmern die „obere Hälfte“ und wurden gegen die zwölf Gruppenzweiten plus vier schlechteren CL-Teilnehmer gelost. Ein erneutes Aufeinandertreffen zweier Gruppengegner war dabei genauso ausgeschlossen wie rein nationale Begegnungen. Ab dem Achtelfinale gab es bei den Auslosungen keine Beschränkungen mehr.
Zur Saison 2021/22 wurde der Modus verändert. Die Gruppenphase wurde auf 32 Mannschaften verkleinert, die dementsprechend nur noch in acht Gruppen zu je vier Mannschaften in Hin- und Rückspiel antraten. Die acht Gruppenzweiten erreichten nun eine Zwischenrunde, in welcher sie gegen die acht Gruppendritten aus der Champions League gelost wurden. Die acht Sieger dieser Zwischenrunde erreichten das Achtelfinale, wo sie gegen die acht Gruppensieger gelost wurden. In beiden Fällen war ein Aufeinandertreffen zweier Mannschaften aus einem Land ausgeschlossen. Erst ab dem Viertelfinale galten bei der Auslosung keine Beschränkungen mehr. Die Platzierungsregeln innerhalb der Gruppen blieben im Wesentlichen gleich, mit der Ausnahme, dass die Auswärtstorregel im direkten Vergleich nicht mehr zur Anwendung kam. Ebenso entfiel die Auswärtstorregel in den K.-o.-Runden.
Seit 1998 wird der Sieger des Wettbewerbs in einem einzigen Endspiel an einem bereits vor Wettbewerbsbeginn von der UEFA festgelegten Spielort ermittelt. Zuvor bestand auch das Finale aus Hin- und Rückspiel im jeweils eigenen Stadion der Endspielteilnehmer. Neben der sportlichen Reputation ist der Wettbewerb für die teilnehmenden Vereine auf Grund der Fernsehgelder lukrativ. Ebenfalls fließen meist zusätzliche Sponsorengelder wegen der erweiterten Berichterstattung, wobei die Summen, wie sie in der Champions League kursieren, bei weitem nicht erreicht werden.
Ab der Saison 2024/25 nehmen 36 statt 32 Mannschaften an der Endrunde der Europa League teil. Das Teilnehmerfeld setzt sich zusammen aus:
- dem UEFA-Conference-League-Sieger der Vorsaison
- je zwei Klubs aus den Ligen, die in der UEFA-Fünfjahreswertung die Plätze eins bis fünf belegen
- je einem Klub aus den Ligen, die in der UEFA-Fünfjahreswertung die Plätze sechs und sieben belegen
- fünf Klubs, die im Meisterweg der UEFA-Champions-League-Play-offs gescheitert sind
- sechs Klubs, die im Ligaweg der UEFA-Champions-League-Qualifikation gescheitert sind
- zwölf Klubs aus der UEFA-Europa-League-Qualifikation

Die bisher stattfindende Gruppenphase ist Geschichte, ab 2024/25 sind alle 36 Teams Teil einer gemeinsamen Liga. Statt in Hin- und Rückspiel auf drei Gegner zu treffen, bestreitet jeder Teilnehmer dann je ein Spiel gegen acht Gegner, wobei jeder viermal zu Hause und viermal auswärts antritt. In dieser Liga-Phase gibt es wie gehabt drei Punkte für einen Sieg, einen für ein Remis und keinen für eine Niederlage.
Die Teams auf den Plätzen 1 bis 8 nach der Liga-Phase qualifizieren sich direkt fürs Achtelfinale. Die Teams auf den Plätzen 9 bis 16 spielen in K.-o.-Runden-Play-offs gegen die Teams auf den Plätzen 17 bis 24 um die weiteren acht Achtelfinaltickets. Die Teams auf den Plätzen 25 bis 36 scheiden aus und steigen auch nicht mehr in die UEFA Conference League ab. Im Achtelfinale treffen die acht direkt qualifizierten Teams auf die Gewinner der K.-o.-Runden-Play-offs.
Für die gesamte K.-o.-Runde gibt es einen im Vorfeld festgelegten Turnierbaum und damit keine klassische Auslosung mehr. Bis auf das Finale werden alle Runden wie bisher in Hin- und Rückspielen ausgetragen. Neu ist auch, dass schon ab den K.-o.-Runden-Play-offs Teams aus derselben Liga aufeinandertreffen können.

## Trophäe

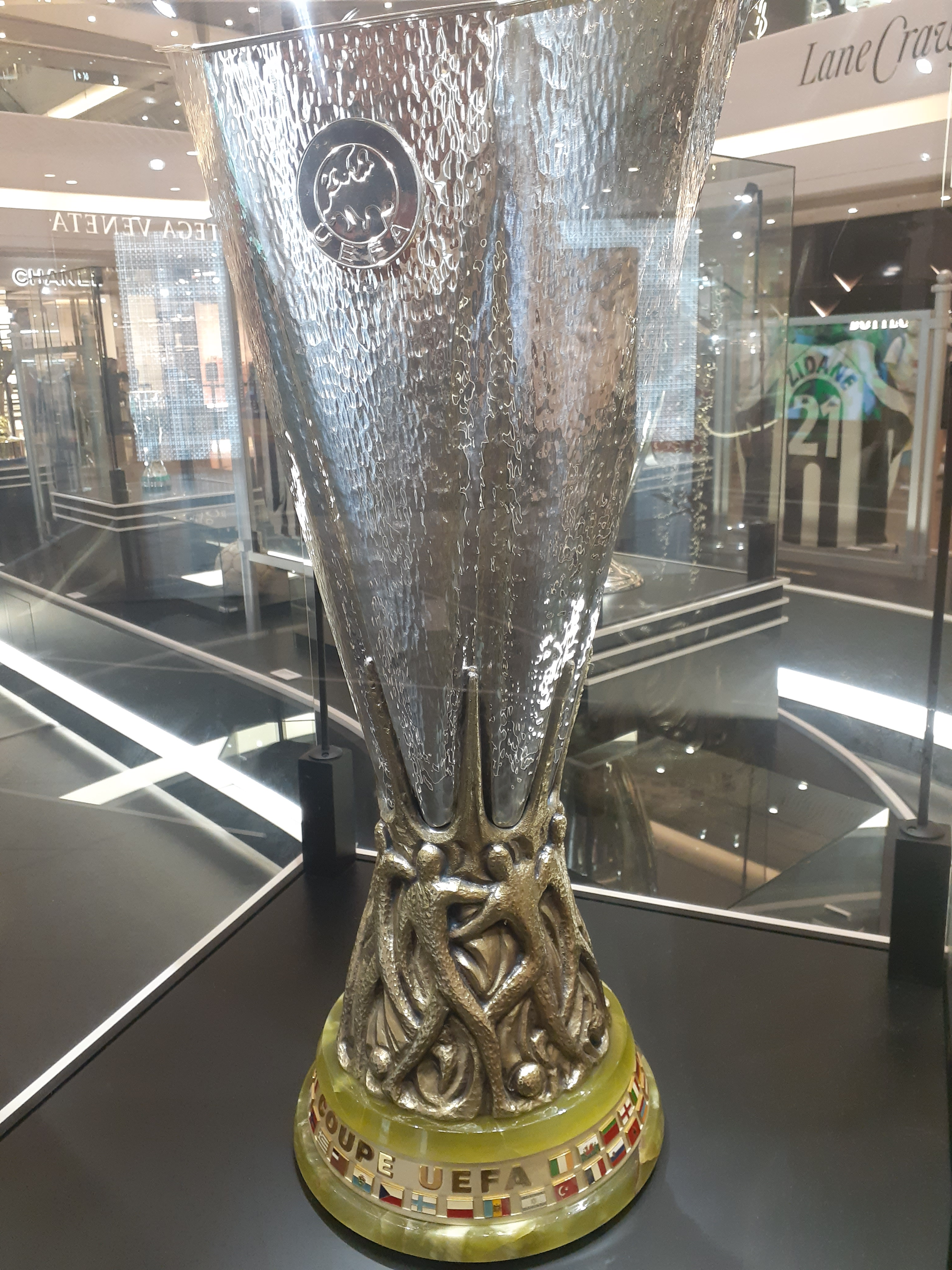
Der Pokal

Der Sieger der UEFA Europa League erhält für ein Jahr einen Wanderpokal, auf dem der Name der siegreichen Mannschaft eingraviert wird. Die 15 Kilogramm schwere Trophäe, die aus Silber besteht und auf einem gelben Marmorsockel thront, wurde vom Schweizer Künstler Alex Diggelmann entworfen und 1972 vom Mailänder Unternehmen Bertoni hergestellt. Der achteckige Pokal, der im Gegensatz zum Champions-League-Pokal keine Griffe aufweist, wird oberhalb des Sockels von einer Gruppe stilisierter Fußballspieler gestützt. Auf dem Pokal selbst befindet sich das Logo der UEFA. Ursprünglich besagten die Regeln der UEFA, dass ein Verein, welcher den Wettbewerb dreimal hintereinander oder aber insgesamt fünfmal für sich entscheiden konnte, das Original dauerhaft behalten darf und eine neue Trophäe für die nachfolgenden Wettbewerbe geschaffen werde. Nach dem aktuellen Reglement bleibt der Originalpokal, der für die Pokalübergabe verwendet wird, nun dauerhaft Eigentum der UEFA, weshalb auch nach dem fünften und in Folge dritten Titelgewinn durch den FC Sevilla im Jahr 2016 noch immer die Originalstatue von 1972 im Umlauf ist. Der Sieger erhält eine Nachbildung in Originalgröße, die Siegertrophäe der UEFA Europa League. Ein Verein, der den Wettbewerb dreimal nacheinander oder insgesamt fünfmal gewonnen hat, erhält ein von der UEFA nicht näher spezifiziertes „spezielles Zeichen der Anerkennung“. Danach fängt für diesen Verein die Zählung wieder bei null an.

## Finanzen
In der Saison 2016/17 verteilten sich die Prämien wie folgt: Jeder Verein erhielt für die erste Qualifikationsrunde eine Prämie von 215.000 Euro, für die zweite Qualifikationsrunde 225.000 Euro und für die dritte Qualifikationsrunde 235.000 Euro. Für die Play-offs bekamen die ausgeschiedenen Vereine 245.000 Euro, der Sieger die Prämie für den Einzug in die Gruppenphase. Die Höhe der Prämie für den Einzug in die Gruppenphase beträgt 2.600.000 Euro. Für einen Sieg in der Gruppenphase gibt es 360.000 Euro, ein Unentschieden wird mit 120.000 Euro honoriert. Als Bonus erhalten die Gruppensieger 600.000 Euro, die Gruppenzweiten 300.000 Euro ausbezahlt.
Teilnehmer an der Runde der letzten 32 erhalten 500.000 Euro, Achtelfinalteilnehmer 750.000 Euro, Viertelfinalisten 1.000.000 Euro und die Halbfinalisten 1.600.000 Euro. Der Sieger im Finale bekommt 6.500.000 Euro, der Verlierer bekommt 3.500.000 Euro. Ein Verein kann bestenfalls 15.710.000 Euro an Prämien von den insgesamt 239.800.000 Euro in festen Zahlungen verdienen. Zu diesen Spielprämien kommen noch die Gelder aus dem sogenannten Marktpool, welcher vor allem aus den TV-Geldern gespeist wird. Der Marktpool wird zunächst je nach „Marktwert“ (bzw. Summe, die für die Vergabe der nationalen Fernsehrechte eingenommen werden konnte) auf die Einzelnationen aufgeteilt, und anschließend je nach Weiterkommen der Vereine unter den Teilnehmern dieser Nation aufgeteilt. Zur Saison 2016/17 betrug der Marktpool für die Europa League 160.000.000 Euro.
Zum Vergleich: Der Champions-League-Sieger erhält 57.200.000 Euro und darüber hinaus auch deutlich höhere Einnahmen aus dem 507.000.000 Euro „schweren“ Marktpool.

## Statistik

### Ranglisten
In der Geschichte der UEFA Europa League errangen 30 verschiedene Vereine den Titel. Die erfolgreichste Mannschaft ist der FC Sevilla mit sieben Titeln. Danach folgen Inter Mailand, Juventus Turin, der FC Liverpool und Atlético Madrid, die jeweils drei Titel gewannen. Zwei Vereine triumphierten bei ihrer ersten Teilnahme: Tottenham Hotspur (1971/72 bei der ersten Austragung) und der FC Liverpool (1972/73). 14-mal gelang es einem Klub, die Europa League und die nationale Meisterschaft im selben Jahr zu gewinnen. Dem FC Liverpool, dem IFK Göteborg und dem FC Porto gelang dies sogar zweimal. Die anderen acht Vereine waren Feyenoord Rotterdam, Borussia Mönchengladbach, Juventus Turin, PSV Eindhoven, Real Madrid, Galatasaray Istanbul, der FC Valencia und ZSKA Moskau. Der zusätzliche Gewinn des nationalen Pokalwettbewerbs – und damit das kleine europäische Triple aus Meisterschaft, nationalem Pokal und Europa League – gelang bisher vier Vereinen: dem IFK Göteborg, Galatasaray Istanbul, ZSKA Moskau und dem FC Porto sogar zweimal. Ein Triple der besonderen Art erreichte der FC Liverpool, der 2001 zwar nicht englischer Meister wurde, aber neben dem UEFA-Cup sowohl den FA Cup als auch den englischen Ligapokal gewinnen konnte. Ihren Titel verteidigen konnten Real Madrid 1986, sowie 2007, 2015 und 2016 jeweils der FC Sevilla.
Bislang konnten Vereine aus elf Ländern den Wettbewerb gewinnen. Spanien führt diese Wertung mit 13 Erfolgen an, gefolgt von Italien und England mit je zehn Titeln. Die meisten Finalteilnahmen haben spanische Vereine vorzuweisen.
| Rang | Logo | Klub                     | Titel | Finalt. | Quote |
| ---- | ---- | ------------------------ | ----- | ------- | ----- |
| 01   |      | FC Sevilla               | 7     | 7       | 100 % |
| 02   |      | Inter Mailand            | 3     | 5       | 060 % |
| 03   |      | Juventus Turin           | 3     | 4       | 075 % |
| 03   |      | FC Liverpool             | 3     | 4       | 075 % |
| 03   |      | Tottenham Hotspur        | 3     | 4       | 075 % |
| 06   |      | Atlético Madrid          | 3     | 3       | 100 % |
| 07   |      | Borussia Mönchengladbach | 2     | 4       | 050 % |
| 08   |      | IFK Göteborg             | 2     | 2       | 100 % |
| 08   |      | FC Chelsea               | 2     | 2       | 100 % |
| 08   |      | Real Madrid              | 2     | 2       | 100 % |
| 08   |      | AC Parma                 | 2     | 2       | 100 % |
| 08   |      | FC Porto                 | 2     | 2       | 100 % |
| 08   |      | Feyenoord Rotterdam      | 2     | 2       | 100 % |
| 08   |      | Eintracht Frankfurt      | 2     | 2       | 100 % |
| 15   |      | Manchester United        | 1     | 3       | 033 % |
| 16   |      | Ajax Amsterdam           | 1     | 2       | 050 % |
| 16   |      | RSC Anderlecht           | 1     | 2       | 050 % |
| 16   |      | Bayer 04 Leverkusen      | 1     | 2       | 050 % |
| 19   |      | Schachtar Donezk         | 1     | 1       | 100 % |
| 19   |      | ZSKA Moskau              | 1     | 1       | 100 % |
| 19   |      | PSV Eindhoven            | 1     | 1       | 100 % |
| 19   |      | Ipswich Town             | 1     | 1       | 100 % |
| 19   |      | Galatasaray Istanbul     | 1     | 1       | 100 % |
| 19   |      | FC Bayern München        | 1     | 1       | 100 % |
| 19   |      | SSC Neapel               | 1     | 1       | 100 % |
| 19   |      | Zenit St. Petersburg     | 1     | 1       | 100 % |
| 19   |      | FC Schalke 04            | 1     | 1       | 100 % |
| 19   |      | FC Valencia              | 1     | 1       | 100 % |
| 19   |      | FC Villarreal            | 1     | 1       | 100 % |
| 19   |      | Atalanta Bergamo         | 1     | 1       | 100 % |

| Rang | Land        | Titel | Vereine (kursiv: nur Finalisten) | Finalt. | Quote |
| ---- | ----------- | ----- | --- | ------- | ----- |
| 01   | Spanien     | 14    | FC Sevilla, Atlético Madrid, Real Madrid, FC Valencia, FC Villarreal Espanyol Barcelona (2), Athletic Bilbao (2), Deportivo Alavés                                                 | 19      | 074 % |
| 02   | England     | 10    | FC Liverpool, Tottenham Hotspur, FC Chelsea, Ipswich Town, Manchester United FC Arsenal, FC Fulham, FC Middlesbrough, Wolverhampton Wanderers                                      | 19      | 053 % |
| 03   | Italien     | 10    | Inter Mailand, Juventus Turin, AC Parma, SSC Neapel, Atalanta Bergamo AC Florenz, AS Rom (2), Lazio Rom, AC Turin                                                                  | 18      | 056 % |
| 04   | Deutschland | 07    | Borussia Mönchengladbach, Eintracht Frankfurt, Bayer 04 Leverkusen, FC Bayern München, FC Schalke 04 Borussia Dortmund (2), Werder Bremen, Hamburger SV, 1. FC Köln, VfB Stuttgart | 16      | 046 % |
| 05   | Niederlande | 04    | Feyenoord Rotterdam, Ajax Amsterdam, PSV Eindhoven AZ Alkmaar, FC Twente Enschede                                                                                                  | 07      | 057 % |
| 06   | Portugal    | 02    | FC Porto Benfica Lissabon (3), Sporting Braga, Sporting Lissabon | 07      | 029 % |
| 07   | Russland    | 02    | ZSKA Moskau, Zenit St. Petersburg | 02      | 100 % |
| 07   | Schweden    | 02    | IFK Göteborg | 02      | 100 % |
| 09   | Belgien     | 01    | RSC Anderlecht FC Brügge | 03      | 033 % |
| 10   | Ukraine     | 01    | Schachtar Donezk Dnipro Dnipropetrowsk | 02      | 050 % |
| 11   | Türkei      | 01    | Galatasaray Istanbul | 01      | 100 % |

### Ewige Tabelle
Top 25
| Rg.                 |  | Verein                 | Saisons | Spiele | S.  | U.  | N.  | Tore    | Diff. | Punkte | Ø-Pkt. |
| ------------------- |  | ---------------------- | ------- | ------ | --- | --- | --- | ------- | ----- | ------ | ------ |
| 0001.               |  | Tottenham Hotspur      | 17      | 168    | 098 | 040 | 030 | 343:147 | +196  | 334    | 1,99   |
| 0002.               |  | Sporting Lissabon      | 36      | 203    | 095 | 048 | 060 | 321:226 | +095  | 333    | 1,64   |
| 0003.               |  | Inter Mailand          | 28      | 191    | 096 | 044 | 051 | 297:173 | +124  | 332    | 1,74   |
| 0004.               |  | AS Rom                 | 21      | 186    | 097 | 040 | 049 | 319:182 | +137  | 331    | 1,78   |
| 0005.               |  | FC Sevilla             | 17      | 158    | 092 | 033 | 033 | 283:133 | +150  | 309    | 1,96   |
| 0006.               |  | PSV Eindhoven          | 27      | 179    | 090 | 039 | 050 | 305:189 | +116  | 309    | 1,73   |
| 0007.               |  | Ajax Amsterdam         | 31      | 177    | 089 | 031 | 057 | 305:186 | +119  | 298    | 1,68   |
| 0008.               |  | FC Brügge              | 32      | 182    | 079 | 042 | 061 | 298:237 | +061  | 279    | 1,53   |
| 0009.               |  | RSC Anderlecht         | 22      | 166    | 079 | 041 | 046 | 273:187 | +086  | 278    | 1,67   |
| 0010.               |  | Lazio Rom              | 21      | 163    | 079 | 039 | 045 | 258:186 | +072  | 276    | 1,69   |
| 0011.               |  | FC Villarreal          | 12      | 134    | 077 | 031 | 026 | 237:137 | +100  | 262    | 1,96   |
| 0012.               |  | Glasgow Rangers        | 23      | 160    | 071 | 049 | 040 | 237:161 | +076  | 262    | 1,64   |
| 0013.               |  | Juventus Turin         | 15      | 128    | 079 | 023 | 026 | 240:106 | +134  | 260    | 2,03   |
| 0014.               |  | AZ Alkmaar             | 17      | 156    | 071 | 043 | 042 | 265:196 | +069  | 256    | 1,64   |
| 0015.               |  | FC Liverpool           | 15      | 134    | 073 | 034 | 027 | 215:106 | +109  | 253    | 1,89   |
| 0016.               |  | FK Roter Stern Belgrad | 31      | 165    | 070 | 042 | 053 | 253:207 | +046  | 252    | 1,53   |
| 0017.               |  | Bayer 04 Leverkusen    | 20      | 142    | 073 | 032 | 037 | 253:144 | +109  | 251    | 1,77   |
| 0018.               |  | Benfica Lissabon       | 23      | 142    | 070 | 035 | 037 | 230:159 | +071  | 245    | 1,73   |
| 0019.               |  | Athletic Bilbao        | 19      | 150    | 072 | 028 | 050 | 243:197 | +046  | 244    | 1,63   |
| 0020.               |  | Girondins Bordeaux     | 22      | 142    | 071 | 028 | 043 | 203:152 | +051  | 241    | 1,70   |
| 0021.               |  | Sporting Braga         | 22      | 155    | 069 | 034 | 052 | 230:196 | +034  | 241    | 1,55   |
| 0022.               |  | FCSB Bukarest          | 23      | 159    | 066 | 042 | 051 | 217:189 | +028  | 240    | 1,51   |
| 0023.               |  | FC Valencia            | 19      | 133    | 066 | 036 | 031 | 226:145 | +081  | 234    | 1,76   |
| 0024.               |  | Feyenoord Rotterdam    | 30      | 157    | 065 | 039 | 053 | 242:196 | +046  | 234    | 1,49   |
| 0025.               |  | Eintracht Frankfurt    | 15      | 125    | 068 | 027 | 030 | 236:132 | +104  | 231    | 1,85   |
| Stand: 21. Mai 2025 |  |                        |         |        |     |     |     |         |       |        |        |

### Rekordspieler

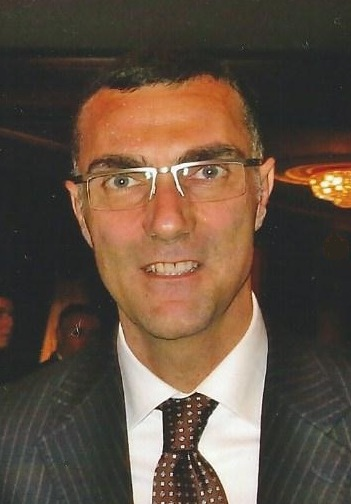
Rekordspieler Giuseppe Bergomi

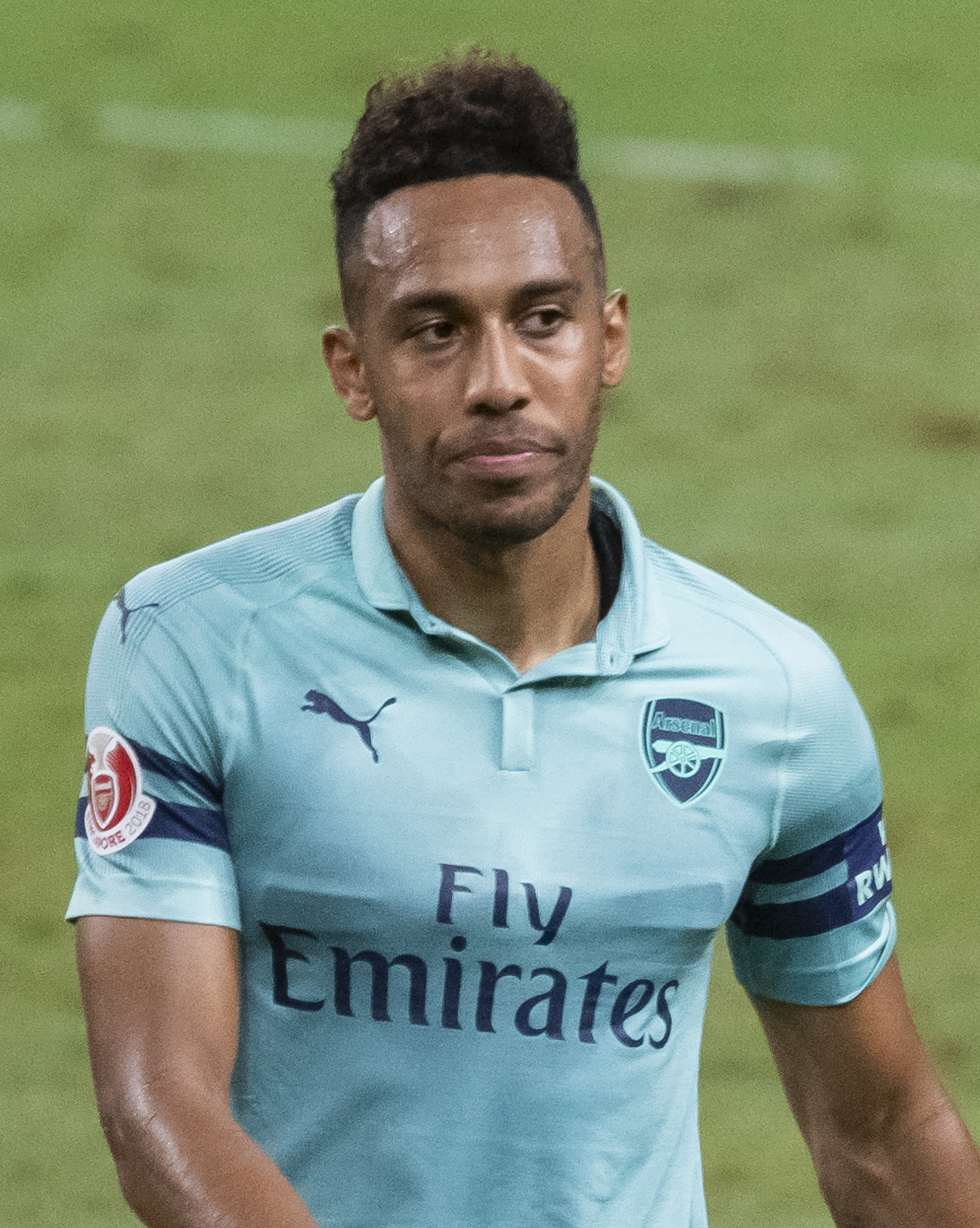
Rekordtorschütze Pierre-Emerick Aubameyang

Der mit fünf Titelgewinnen erfolgreichste Spieler des Wettbewerbs ist José Antonio Reyes, der 2010 und 2012 mit Atlético Madrid sowie 2014, 2015 und 2016 (jedoch ohne Einsatz im EL-Wettbewerb) mit dem FC Sevilla erfolgreich war.
Die Statistik der Spieler mit den meisten Einsätzen im Wettbewerb wird von Giuseppe Bergomi angeführt. Er bestritt zwischen 1980 und 1998 für Inter Mailand insgesamt 96 Spiele.
Die meisten Tore insgesamt erzielte der Gabuner Pierre-Emerick Aubameyang mit 33 Treffern. Die meisten Tore innerhalb einer Saison gelangen Falcao (FC Porto), der in der Saison 2010/11 mit 17 Toren die 15 Jahre alte Bestmarke von Jürgen Klinsmann (FC Bayern München) von 15 Treffern übertraf. Fabrizio Ravanelli (1994 mit Juventus gegen Sofia), Daniel Fonseca (1992 mit Neapel gegen Valencia) und Aritz Aduriz (2016 mit Bilbao gegen Genk) halten mit je 5 Toren den Rekord für die meisten Tore in einem Spiel. Vier Tore in einem Spiel erzielten unter anderem Willian José, Edinson Cavani, Falcao, Luca Toni, Alan Smith, Demis Nikolaidis, Jürgen Klinsmann, Ronaldo, Edgar Schmitt und Anthony Yeboah.
| Rang | Spieler               | Spiele | Zeitraum  |
| ---- | --------------------- | ------ | --------- |
| 1    | Giuseppe Bergomi      | 96     | 1980–1998 |
| 2    | Frank Rost            | 87     | 1995–2010 |
| 3    | Pepe Reina            | 75     | 2000–lfd. |
|      | Rui Patrício          | 75     | 2008–lfd. |
| 5    | Walter Zenga          | 69     | 1982–1994 |
| 6    | Raúl García           | 67     | 2005–lfd. |
|      | Dimitrios Salpingidis | 67     | 1999–2016 |
| 8    | Aleksandar Dragović   | 66     | 2007–lfd. |
| 9    | João Pereira          | 65     | 2003–2021 |
| 10   | João Moutinho         | 63     | 2004–lfd. |
|      | Jeremain Lens         | 63     | 2006–lfd. |
|      | Dries Mertens         | 63     | 2002–lfd. |
| 13   | Dave Narey            | 62     | 1973–1995 |
|      | Bibras Natcho         | 62     | 2006–lfd. |
|      | Mladen Petrić         | 62     | 1998–2016 |
|      | Enzo Scifo            | 62     | 1982–2001 |
|      | Mehmet Topal          | 62     | 2005–2022 |
|      | Andreas Ulmer         | 62     | 2006–lfd. |
| 19   | Daniel Carriço        | 61     | 2006–2022 |
|      | Jesús Navas           | 61     | 2001–lfd. |
|      | Jan Vertonghen        | 61     | 2007–lfd. |
| 22   | Atiba Hutchinson      | 60     | 2003–2023 |
|      | Joaquín               | 60     | 1998–2023 |
|      | Aron Winter           | 60     | 2006–2019 |

| Rang | Spieler                   | Tore | Zeitraum  |
| ---- | ------------------------- | ---- | --------- |
| 1    | Pierre-Emerick Aubameyang | 33   | 2006–lfd. |
| 2    | Henrik Larsson            | 31   | 1996–2008 |
| 3    | Falcao                    | 30   | 2010–lfd. |
|      | Klaas-Jan Huntelaar       | 30   | 2004–2021 |
| 5    | Dieter Müller             | 29   | 1974–1983 |
| 6    | Aritz Aduriz              | 26   | 2011–2020 |
|      | Romelu Lukaku             | 26   | 2006–lfd. |
| 8    | Alessandro Altobelli      | 25   | 1977–1989 |
|      | Edin Džeko                | 25   | 2006–lfd. |
| 10   | Schota Arweladse          | 24   | 1994–2007 |
|      | Munas Dabbur              | 24   | 2014–2023 |
|      | Kevin Gameiro             | 24   | 2005–lfd. |
| 13   | Jupp Heynckes             | 23   | 1971–1975 |
|      | Dimitrios Salpingidis     | 23   | 1999–2014 |
|      | Vágner Love               | 23   | 2004–2022 |
| 16   | Dennis Bergkamp           | 22   | 1992–2000 |
|      | Martin Chivers            | 22   | 1971–1978 |
|      | Jürgen Klinsmann          | 22   | 1989–1996 |
|      | Alexandre Lacazette       | 22   | 2006–lfd. |
|      | Karl-Heinz Rummenigge     | 22   | 1978–1987 |
| 21   | Óscar Cardozo             | 21   | 2007–2017 |
|      | Alexander Kerschakow      | 21   | 2002–2016 |
|      | Ulf Kirsten               | 21   | 1987–2001 |
|      | Claudio Pizarro           | 21   | 1999–2020 |
|      | Alan Shearer              | 21   | 1994–2005 |
| 26   | Bruno Fernandes           | 20   | 2013–lfd. |
|      | Youssef El-Arabi          | 20   | 2019–lfd. |
|      | Darko Kovačević           | 20   | 1999–2009 |
|      | Liédson                   | 20   | 2003–2011 |

Fettgedruckte Spieler sind derzeit bei einem europäischen Verein aktiv.

### Höchste Siege
Den höchsten Sieg im Wettbewerb überhaupt feierte Ajax Amsterdam in der Saison 1984/85 mit 14:0 gegen die Red Boys Differdange. Der höchste Erfolg nach Hin- und Rückspielen gelang ebenfalls einer niederländischen Mannschaft gegen eine luxemburgische Mannschaft: Feyenoord Rotterdam erzielte im Wettbewerb der Saison 1972/73 21:0 Tore gegen US Rumelange.
| Runde                | Saison             | Sieger            | Ergebnis | Verlierer            |
| -------------------- | ------------------ | ----------------- | -------- | -------------------- |
| 1. Runde (Rückspiel) | UEFA-Pokal 1984/85 | Ajax Amsterdam    | 14:00    | FC Differdingen 03   |
| 1. Runde (Hinspiel)  | UEFA-Pokal 1976/77 | Derby County      | 12:00    | Finn Harps           |
| 1. Runde (Rückspiel) | UEFA-Pokal 1972/73 | US Rumelange      | 00:12    | Feyenoord Rotterdam  |
| 1. Runde (Hinspiel)  | UEFA-Pokal 1977/78 | AZ Alkmaar        | 11:10    | FC Differdingen 03   |
| 1. Runde (Hinspiel)  | UEFA-Pokal 1983/84 | Rabat Ajax FC     | 00:10    | FK Inter Bratislava  |
| 1. Runde (Rückspiel) | UEFA-Pokal 1983/84 | FC Bayern München | 10:00    | Anorthosis Famagusta |
| 1. Runde (Rückspiel) | UEFA-Pokal 1983/84 | FK Austria Wien   | 10:00    | FC Aris Bonneweg     |

### Stadtderbys
Dreimal kam es bisher im UEFA-Cup bzw. der UEFA Europa League zu einem Stadtderby: im Viertelfinale des UEFA-Cups 2005/06 behielt Steaua Bukarest aufgrund der Auswärtstorregel die Oberhand gegen Rapid Bukarest (1:1; 0:0). Im Achtelfinale der UEFA Europa League 2013/14 konnte sich im Derbi sevillano der FC Sevilla gegen Betis Sevilla (0:2; 2:0) mit einem 4:3-Sieg im Elfmeterschießen behaupten. Im Finale der Europa League 2018/19 trafen mit dem FC Chelsea und dem FC Arsenal zwei Londoner Klubs aufeinander; Chelsea sicherte sich mit einem 4:1-Sieg den Gewinn der Trophäe.

### Die erfolgreichsten Trainer
Unai Emery gewann den Titel als einziger Trainer viermal, davon mit dem FC Sevilla (2014, 2015 und 2016) ebenfalls als einziger Trainer dreimal in Folge sowie mit dem FC Villarreal 2021.
Giovanni Trapattoni gewann den Wettbewerb dreimal, mit Juventus Turin 1977 und 1993 sowie mit Inter Mailand 1991. Luis Molowny mit Real Madrid (1985 und 1986), Juande Ramos mit dem FC Sevilla (2006 und 2007), Rafael Benítez mit dem FC Valencia (2004) und dem FC Chelsea (2013) sowie José Mourinho mit dem FC Porto (2003) und Manchester United (2017) gewannen den Titel zweimal.
Sowohl als Spieler als auch als Trainer gewannen den Titel Dino Zoff mit Juventus Turin (1977 und 1990), Huub Stevens mit dem PSV Eindhoven (1978) und mit dem FC Schalke 04 (1997) sowie Diego Simeone mit Inter Mailand (1998) und mit Atlético Madrid (2012, 2018).

## Fernsehübertragungen
Die TV-Übertragungsrechte für die UEFA Europa League und die UEFA Conference League liegen in Deutschland seit der Saison 2021/22 bei RTL Deutschland, dies gilt auch für die Rechteperiode 2024/25 bis 2026/27. Pro Spieltag ist eine Partie (Europa League oder Conference League) im Free-TV bei RTL oder Nitro zu sehen; sofern möglich, handelt es sich dabei um eine Partie mit deutscher Beteiligung. Die übrigen Partien und die Konferenzen werden beim kostenpflichtigen Streamingdienst RTL+ übertragen. Seit 2024 zeigt auch Sky Deutschland im Rahmen einer Kooperation mit RTL zwei Spiele pro Spieltag im Pay-TV.
In Österreich übertrugen Sky Österreich, ServusTV und der ORF von 2021/22 bis 2023/24 beide Wettbewerbe. Sky übertrug alle Partien inkl. Konferenzen im Pay-TV; jeweils ein Spiel wurde im Free-TV bei ServusTV und im ORF gezeigt, wobei ServusTV das Erstauswahlrecht besaß. Seit der Saison 2024/25 liegen die Rechte für dieses Highlight-Spiel exklusiv beim Pay-TV-Sender Canal+ Österreich. ServusTV überträgt weiterhin ein Spiel pro Spieltag im Free-TV, hat jetzt allerdings nur noch das Zweitauswahlrecht. Der ORF besitzt keine Übertragungsrechte mehr. Mit Ausnahme des bei Canal+ gezeigten Spiels werden alle Partien weiterhin bei Sky im Pay-TV übertragen.

## Varia
Für den UEFA-Pokal, bis zur Saison 2003/04, wird der gesamte Wettbewerb betrachtet, ab der Saison 2004/05, mit Einführung einer Gruppenphase, die Daten ab dieser ohne 1. Runde und Qualifikationsrunden. Für die Europa League, ab der Saison 2009/10, dann grundsätzlich nur die Daten ab der Gruppenphase.
| Saison                | Klubs (ab Gruppen- phase) | Klubs (Gesamt) | Spiele |     | ø    | Zuschauer | ø      |     | ø    |    | ø    |    | ø    |
| --------------------- | ------------------------- | -------------- | ------ | --- | ---- | --------- | ------ | --- | ---- | -- | ---- | -- | ---- |
| 1971/72               |                           | 63             | 122    | 362 | 2,97 | 2.110.102 | 17.296 |     |      |    |      |    |      |
| 1972/73               |                           | 63             | 124    | 405 | 3,27 | 1.947,828 | 15.708 |     |      |    |      |    |      |
| 1973/74               |                           | 64             | 126    | 401 | 3,16 | 2.373.731 | 18.839 |     |      |    |      |    |      |
| 1974/75               |                           | 64             | 124    | 388 | 3,13 | 1.987.332 | 16.027 |     |      |    |      |    |      |
| 1975/76               |                           | 64             | 126    | 384 | 3,05 | 2.744.090 | 21.778 |     |      |    |      |    |      |
| 1976/77               |                           | 64             | 126    | 400 | 3,17 | 2.810.845 | 22.308 |     |      |    |      |    |      |
| 1977/78               |                           | 64             | 126    | 420 | 3,33 | 2.896.229 | 22.986 |     |      |    |      |    |      |
| 1978/79               |                           | 64             | 126    | 365 | 2,90 | 3.035.950 | 24.095 |     |      |    |      |    |      |
| 1979/80               |                           | 64             | 126    | 352 | 2,79 | 3.074.766 | 24.403 |     |      |    |      |    |      |
| 1980/81               |                           | 64             | 126    | 376 | 2,98 | ?         | ?      |     |      |    |      |    |      |
| 1981/82               |                           | 64             | 126    | 395 | 3,13 | ?         | ?      |     |      |    |      |    |      |
| 1982/83               |                           | 64             | 126    | 352 | 2,79 | 3.034.148 | 24.081 |     |      |    |      |    |      |
| 1983/84               |                           | 64             | 126    | 372 | 2,95 | ?         | ?      |     |      |    |      |    |      |
| 1984/85               |                           | 64             | 126    | 356 | 2,83 | ?         | ?      |     |      |    |      |    |      |
| 1985/86               |                           | 64             | 126    | 374 | 2,97 | 3.058.332 | 24.272 |     |      |    |      |    |      |
| 1986/87               |                           | 64             | 126    | 290 | 2,30 | 2.502.655 | 19.862 |     |      |    |      |    |      |
| 1987/88               |                           | 64             | 126    | 307 | 2,44 | ?         | ?      |     |      |    |      |    |      |
| 1988/89               |                           | 64             | 126    | 314 | 2,49 | ?         | ?      |     |      |    |      |    |      |
| 1989/90               |                           | 65             | 128    | 329 | 2,57 | 2.464.303 | 19.252 |     |      |    |      |    |      |
| 1990/91               |                           | 64             | 126    | 288 | 2,29 | 2.407.258 | 19.105 |     |      |    |      |    |      |
| 1991/92               |                           | 64             | 126    | 304 | 2,41 | 1.968.035 | 15.619 |     |      |    |      |    |      |
| 1992/93               |                           | 64             | 126    | 393 | 3,12 | 2.337.805 | 18.554 |     |      |    |      |    |      |
| 1993/94               |                           | 64             | 126    | 307 | 2,44 | 2.161.952 | 17.158 |     |      |    |      |    |      |
| 1994/95               |                           | 91             | 180    | 527 | 2,93 | ?         | ?      |     |      |    |      |    |      |
| 1995/96               |                           | 96             | 190    | 472 | 2,48 | ?         | ?      |     |      |    |      |    |      |
| 1996/97               |                           | 117            | 232    | 651 | 2,81 | ?         | ?      |     |      |    |      |    |      |
| 1997/98               |                           | 102            | 201    | 592 | 2,95 | ?         | ?      |     |      |    |      |    |      |
| 1998/99               |                           | 104            | 205    | 615 | 3,00 | ?         | ?      |     |      |    |      |    |      |
| 1999/00               |                           | 142            | 281    | 795 | 2,83 | ?         | ?      |     |      |    |      |    |      |
| 2000/01               |                           | 145            | 287    | 828 | 2,89 | ?         | ?      |     |      |    |      |    |      |
| 2001/02               |                           | 145            | 286    | 796 | 2,78 | ?         | ?      |     |      |    |      |    |      |
| 2002/03               |                           | 145            | 287    | 724 | 2,52 | ?         | ?      |     |      |    |      |    |      |
| 2003/04               |                           | 145            | 287    | 715 | 2,49 | ?         | ?      |     |      |    |      |    |      |
| 2004/05               | 40+8                      | 145            | 141    | 343 | 2,43 | ?         | ?      |     |      |    |      |    |      |
| 2005/06               | 40+8                      | 144            | 141    | 320 | 2,27 | ?         | ?      |     |      |    |      |    |      |
| 2006/07               | 40+8                      | 155            | 139    | 360 | 2,59 | ?         | ?      |     |      |    |      |    |      |
| 2007/08               | 40+8                      | 157            | 141    | 356 | 2,52 | ?         | ?      |     |      |    |      |    |      |
| 2008/09               | 40+8                      | 157            | 141    | 371 | 2,63 | ?         | ?      |     |      |    |      |    |      |
|                       |                           |                |        |     |      |           |        |     |      |    |      |    |      |
| 2009/10               | 48+8                      | 192            | 205    | 547 | 2,67 | 0         | 0,00   | 861 | 4,20 | 28 | 0,14 | 27 | 0,13 |
| 2010/11               | 48+8                      | 194            | 205    | 551 | 2,69 | 0         | 0,00   | 834 | 4,07 | 20 | 0,10 | 17 | 0,08 |
| 2011/12               | 48+8                      | 194            | 205    | 585 | 2,85 | 4.479.905 | 21.853 | 917 | 4,47 | 27 | 0,13 | 29 | 0,14 |
| 2012/13               | 48+8                      | 193            | 205    | 521 | 2,54 | 4.345.876 | 21.199 | 814 | 3,97 | 21 | 0,10 | 24 | 0,12 |
| 2013/14               | 48+8                      | 194            | 205    | 475 | 2,32 | 3.449.146 | 16.825 | 749 | 3,65 | 32 | 0,15 | 21 | 0,11 |
| 2014/15               | 48+8                      | 195            | 205    | 548 | 2,67 | 3.982.318 | 19.426 | 799 | 3,90 | 22 | 0,11 | 17 | 0,08 |
| 2015/16               | 48+8                      | 191            | 205    | 536 | 2,61 | 4.496.324 | 21.933 | 800 | 3,90 | 33 | 0,16 | 15 | 0,07 |
| 2016/17               | 48+8                      | 188            | 205    | 565 | 2,76 | 4.494.039 | 21.922 | 839 | 4,09 | 34 | 0,17 | 14 | 0,07 |
| 2017/18               | 48+8                      | 190            | 205    | 556 | 2,71 | 5.527.944 | 26.966 | 775 | 3,78 | 15 | 0,07 | 9  | 0,04 |
| 2018/19               | 48+8                      | 213            | 205    | 560 | 2,73 | 5.102.136 | 24.888 | 853 | 4,06 | 26 | 0,13 | 13 | 0,06 |
| 2019/20               | 48+8                      | 213            | 197    | 548 | 2,78 | 4.074.408 | 20.682 | 813 | 4,13 | 24 | 0,12 | 13 | 0,07 |
| 2020/21               | 48+8                      | 213            | 204    | 618 | 3,03 | 107.866   | 529    | 859 | 4,21 | 23 | 0,11 | 14 | 0,07 |
| 2021/22               | 32+8                      | 58             | 139    | 367 | 2,64 | 3.437.978 | 24.734 | 581 | 4,18 | 18 | 0,13 | 11 | 0,08 |
| 2022/23               | 32+8                      | 57             | 141    | 381 | 2,70 | 4.067.872 | 28.850 | 655 | 4,03 | 18 | 0,13 | 15 | 0,11 |
| 2023/24               | 32+8                      | 57             | 141    | 439 | 3,11 | 4.370.262 | 30.995 | 598 | 4,24 | 11 | 0,08 | 14 | 0,10 |
| 2024/25               | 36                        | 76             | 189    | 556 | 2,94 | 5.620.369 | 29.737 | 811 | 4,29 | 28 | 0,15 | 23 | 0,12 |
| 2025/26               | 36                        | 76             | 189    |     |      |           |        |     |      |    |      |    |      |
| Jeweilige Rekordmarke |                           |                |        |     |      |           |        |     |      |    |      |    |      |